# Легендарное восстание
«Легендарное восстание» (кит. 浪子一招, англ. The Legendary Strike) — гонконгский фильм с боевыми искусствами, премьера которого состоялась в 1978 году. Фильм имеет ряд других русских названий: «Жемчужина кунг-фу», «Легендарный удар».

## Сюжет
Куок Фун, притворяющийся шаолиньским монахом, по приказу императора Юнчжэна подстерегает и убивает японского агента Чентхиня, который приобрёл жемчужину у императора для возвращения реликвии в Японию. Убив японца, Куок Фун натыкается на настоящего шаолиньского монаха. Этот монах убивает Куок Фуна, но Фун успевает незаметно проглотить жемчужину. За всем этим наблюдает Тань Сапъянь, который подбирает момент и похищает тело Куок Фуна. Так начинается погоня нескольких сторон за трупом. Ситуация усложняется, когда идущий по следу Сапъяня шаолиньский монах меняет местами тела Куок Фуна и японского агента. Гроб, предположительно, с трупом Куок Фуна, затем увезён другим японским агентом, но потом выясняется, что внутри гроба — девушка по имени Камлань. Позже, Камлань с группой секретных корейских патриотов и китайских повстанцев отдаёт Сапъяню труп. Им противостоит Юнчжэн со своими людьми.

## В ролях
- Пол Чю[кит.] — Тань Сапъянь
- Анждела Мао — Пхок Камлань
- Чэнь Син — Нинь Кангиу
- Картер Вон[кит.] — император Юнчжэн
- Казанова Вон[кит.] — напарник Кангиу
- Цзинь Ган — шаолиньский монах
- Пак Чон Кю — японский агент
- Ян Ви  — японский агент Чентхинь
- Марс — Куок Фун
- Чён Кинпо — г-н Кам
- Кэрри Ли — официантка в таверне
- Чён Ин[кит.] — министр

## Съёмочная группа
- Компания: Graphic Fortune (H.K.) Films Ltd.
- Продюсер: Фу Ганцян, Лю Эньцзэ
- Режиссёр: Хуан Фэн
- Ассистент режиссёра: Нг Сэк
- Сценарист: Гу Лун
- Постановка боевых сцен: Чань Чхюнь, Юнь Фа
- Оператор: Ли Ютан
- Художник: Лэй Чим
- Монтаж: Питер Чён
- Грим: Чань Винъи
- Дизайнер по костюмам: Чю Синхэй, Ю Маньва
- Композитор: Фрэнки Чань[кит.]

## Отзывы
Авторы книги The Encyclopedia of Martial Arts Movies: 
Боевые искусства вдохновляющие, хореография хорошо продумана, а история вообще интересная загадка.